# Commotion
Commotion（コモーション）はPinnacle Systems社によるデジタル合成のソフトウェアである。ILMの視覚効果スーパーバイザーであるスコット・スクワイヤーズが開発した。実写同士や、実写とCGのデジタル合成を行う。その他のデジタル合成ソフトと比べると、ペイント機能が強力であることや、カラコレ機能の充実している点が特徴である。映画やCMの制作に使用されている。
日本ではボーンデジタル社が販売・サポートを行う（2005年12月20日をもって販売終了）。
現在はアビッド・テクノロジー社に買収され、販売終了。